# Марія Дитиняк
Марія Дитиня́к (нар. 7 січня 1932, Чортків) — українська хорова диригентка і педагог у Канаді.

## Біографія
Народилася 7 січня 1932 року у місті Чорткові (тепер Тернопільська область, Україна). 1958 року закінчила відділення Королівської консерваторії в Торонто. 1967 року в Едмонтоні організувала та очолила вокальний жіночий ансамбль «Мережі», з яким виступала у містах Канади й записала чотири платівки; з 1976 року — художня керівниця і диригентка хору «Дніпро», який у 1982 році реорганізувала в мішаний хор.
Працювала коментаторкою українських радіопрограм, викладала історію музики на курсах українознавства. З 1959 року — член Асоціації музичних вчителів, а з 1977 року — Асоціації хорових диригентів. З 1978 по 1997 рік — співорганізаторка «Диригентських семінарів» для представників української діаспори Канади, США, Австралії, Аргентини та інших країн. У 1980—1982 роках — голова Українського музичного товариства в Альберті.
Уклала біобібліографічний довідник «Українські композитори» (Едмонтон, 1986).